# Claudia Lennear
Claudia Lennear est une chanteuse et choriste soul américaine.

## Carrière
Originaire de Providence, dans l'état de Rhode Island, Claudia Lennear s'installe en Californie dans les années 60. Elle pense d'abord devenir interprète, mais se tourne vers la musique. Elle y devient une des choristes les plus en vue, travaillant avec de nombreux musiciens : Ike et Tina Turner d'abord, puis Joe Cocker, Leon Russel, Stephen Stills, Ry Cooder, George Harrison, David Bowie etc.

En 1973, elle enregistre son unique album solo, intitulé Phew!,. Déçue par son relatif échec commercial, elle met fin à sa carrière musicale dans les années 80 pour se consacrer à l'enseignement. Elle devient professeure d'espagnol et de français dans un lycée de Los Angeles, et vit à Pomona. On lui attribue ces paroles :

« Pour réussir il faut de la chance, des chansons à fort potentiel et un entourage de qualité. Même avec ces éléments là on peut passer à côté du succès. »

Elle pose en outre pour Playboy en 1974.
Elle intervient dans le documentaire Twenty feet from Stardom, qui se penche sur la vie et le quotidien des choristes. Le documentaire obtient l'Oscar du meilleur documentaire en 2014,,. À la suite du film son album est réédité.
Ses rencontres avec Mick Jagger et David Bowie leur auraient inspiré respectivement les chansons Brown Sugar (1971),, et Lady Grinning Soul (1973),,,,,. Elle estime avoir également inspiré à Leon Russel A Song for You, She Smiles Like a River et Masquerade.

## Discographie

### En solo
| Année | Album           | Label           |
| ----- | --------------- | --------------- |
| 1973  | Phew!           | Real Gone Music |
|       | Claudia Lennear | WEA Japan       |

### Avec d'autres artistes
Elle participe aux enregistrements suivants :
| Année | Album                                                                                             | Artiste        | Crédits         |
| ----- | ------------------------------------------------------------------------------------------------- | -------------- | --------------- |
| 2016  | Lost Studio Sessions 1964-1982                                                                    | Gene Clark     |                 |
| 2014  | Face the Music                                                                                    | Nils Lofgren   | Chant           |
| 2014  | The Best of the Superbs                                                                           | The Superbs    | Photographie    |
| 2011  | Easy Does It/New York City (You're a Woman)/ A Possible Projection of the Future: Childhood's End | Al Kooper      | Choriste        |
| 2010  | Rarities Edition: Mad Dogs & Englishmen                                                           | Joe Cocker     | Choriste        |
| 2007  | Less Than the Song/Life Machine                                                                   | Hoyt Axton     | Choriste        |
| 2006  | Mad Dogs & Englishmen: Fillmore 3/28/1970                                                         | Joe Cocker     | Chant           |
| 2006  | The Complete Fillmore East Concerts                                                               | Joe Cocker     | Chant           |
| 2006  | The Definitive Collection                                                                         | Humble Pie     | Choriste        |
| 2006  | The Definitive Collection                                                                         | Dave Mason     | Choriste        |
| 2006  | What It is! Funky Soul and Rare Grooves: 1967-1977                                                |                |                 |
| 2005  | Mad Dogs & Englishmen [2005 DVD]                                                                  | Joe Cocker     |                 |
| 2005  | The Essential Taj Mahal                                                                           | Taj Mahal      | Choriste        |
| 2001  | Rare + Well Done: The Greatest & Most Obscure Recordings                                          | Al Kooper      | Chant           |
| 2001  | Right On! Box Set                                                                                 |                |                 |
| 2001  | Right On, Vol. 3: Break Beats & Grooves from the Atlantic & Warner Vaults                         |                |                 |
| 2001  | Sing a Happy Song: The Warner Bros. Recordings                                                    | Taj Mahal      | Choriste        |
| 2001  | Ultimate Collection                                                                               | Freddie King   | Choriste        |
| 2000  | The Best of Freddie King: The Shelter Records Years                                               | Freddie King   | Choriste        |
| 1999  | Ultimate Collection                                                                               | Dave Mason     | Choriste        |
| 1999  | Ultimate Collection                                                                               | Nils Lofgren   | Choriste        |
| 1997  | Retrospective                                                                                     | Leon Russell   | Chant           |
| 1997  | Soft Fun, Tough Tears                                                                             | Nils Lofgren   | Choriste        |
| 1991  | Key to the Highway [Del Rack]                                                                     | Freddie King   | Chant, Choriste |
| 1985  | Takin' Care of Business                                                                           | Freddie King   | Choriste        |
| 1977  | Brothers                                                                                          | Taj Mahal      | Chant, Choriste |
| 1976  | Cry Tough                                                                                         | Nils Lofgren   | Chant, Choriste |
| 1976  | Glass Heart                                                                                       | Allan Rich     | Effets sonores  |
| 1976  | The Best of Leon Russell [DCC/Shelter]                                                            | Leon Russell   | Chant           |
| 1975  | Stills                                                                                            | Stephen Stills | Chant           |
| 1974  | Compartments                                                                                      | José Feliciano | Choriste        |
| 1974  | Mo' Roots                                                                                         | Taj Mahal      | Chant, Choriste |
| 1974  | No Other                                                                                          | Gene Clark     | Chant, Choriste |
| 1973  | Chris Jagger                                                                                      | Chris Jagger   | Chant           |
| 1972  | A Possible Projection of the Future                                                               | Al Kooper      | Chant           |
| 1972  | Artist Proof                                                                                      | Chris Darrow   | Choriste        |
| 1972  | Bring Me Back                                                                                     | Tony Kelly     | Chant           |
| 1971  | Getting Ready...                                                                                  | Freddie King   | Chant, Choriste |
| 1971  | Into the Purple Valley                                                                            | Ry Cooder      | Chant           |
| 1971  | Klatu Berrada Nitku                                                                               | Dependables    | Chant et basse  |
| 1971  | Leon Russell and the Shelter People                                                               | Leon Russell   | Chant           |
| 1971  | Living by the Days                                                                                | Don Nix        | Chant, Choriste |
| 1971  | New York City (You're a Woman)                                                                    | Al Kooper      | Chant, Choriste |
| 1971  | Rock On                                                                                           | Humble Pie     | Chant           |
| 1970  | Alone Together                                                                                    | Dave Mason     | Chant           |
| 1970  | Mad Dogs & Englishmen                                                                             | Joe Cocker     | Chant, Choriste |
| 1970  | Stephen Stills                                                                                    | Stephen Stills | Chant           |
|       | All the Funk & Groove                                                                             |                |                 |
|       | My Perfect List 60 Titres Soul 1                                                                  |                |                 |
|       | Truckers, Kickers, Cowboy Angels: The Blissed-Out Birth of Country Rock, Vol. 6: 1973             |                | Choriste        |
|       | U.F.O.                                                                                            | Ron Davies     | Choriste        |

## Filmographie
| Année | Film                      | Rôle          |
| ----- | ------------------------- | ------------- |
| 1974  | Thunderbolt and Lightfoot | La secrétaire |
| 2013  | 20 Feet from Stardom      | Elle-même     |